# Abrenthia
Abrenthia é um gênero de mariposa pertencente à família Acrolepiidae.